# Talavera de la Reina
Talavera de la Reina ist eine spanische Stadt und eine Gemeinde (municipio) mit 84.738 Einwohnern (Stand: 2024) in der Provinz Toledo im Westen der Autonomen Gemeinschaft Kastilien-La Mancha. Die traditionelle Keramik der Stadt wurde im Jahr 2019 in das Immaterielle Weltkulturerbe der UNESCO aufgenommen.

## Lage und Klima
Die in einer Höhe von ca. 370 m auf dem Nordufer des Tajo nahe der Einmündung des Río Alberche gelegene Stadt ist gut 115 km in südwestlicher Richtung von Madrid entfernt; die Provinzhauptstadt Toledo liegt ca. 80 km östlich. Das Klima im Winter ist kühl, im Sommer dagegen gemäßigt bis warm; die geringen Niederschlagsmengen (ca. 355 mm/Jahr) fallen – mit Ausnahme der nahezu regenlosen Sommermonate – verteilt übers ganze Jahr.

## Bevölkerungsentwicklung
| Jahr      | 1857  | 1900   | 1950   | 2000   | 2019   |
| Einwohner | 9.495 | 10.580 | 22.512 | 74.241 | 83.417 |

Aufgrund der Mechanisierung der Landwirtschaft, der Aufgabe bäuerlicher Kleinbetriebe und dem damit einhergehenden Verlust an Arbeitsplätzen auf dem Lande ist die Bevölkerungszahl der Gemeinde seit den 1950er Jahren auf knapp 90.000 Einwohner deutlich angestiegen, seit 2010 sinkt die Einwohnerzahl leicht.

## Wirtschaft

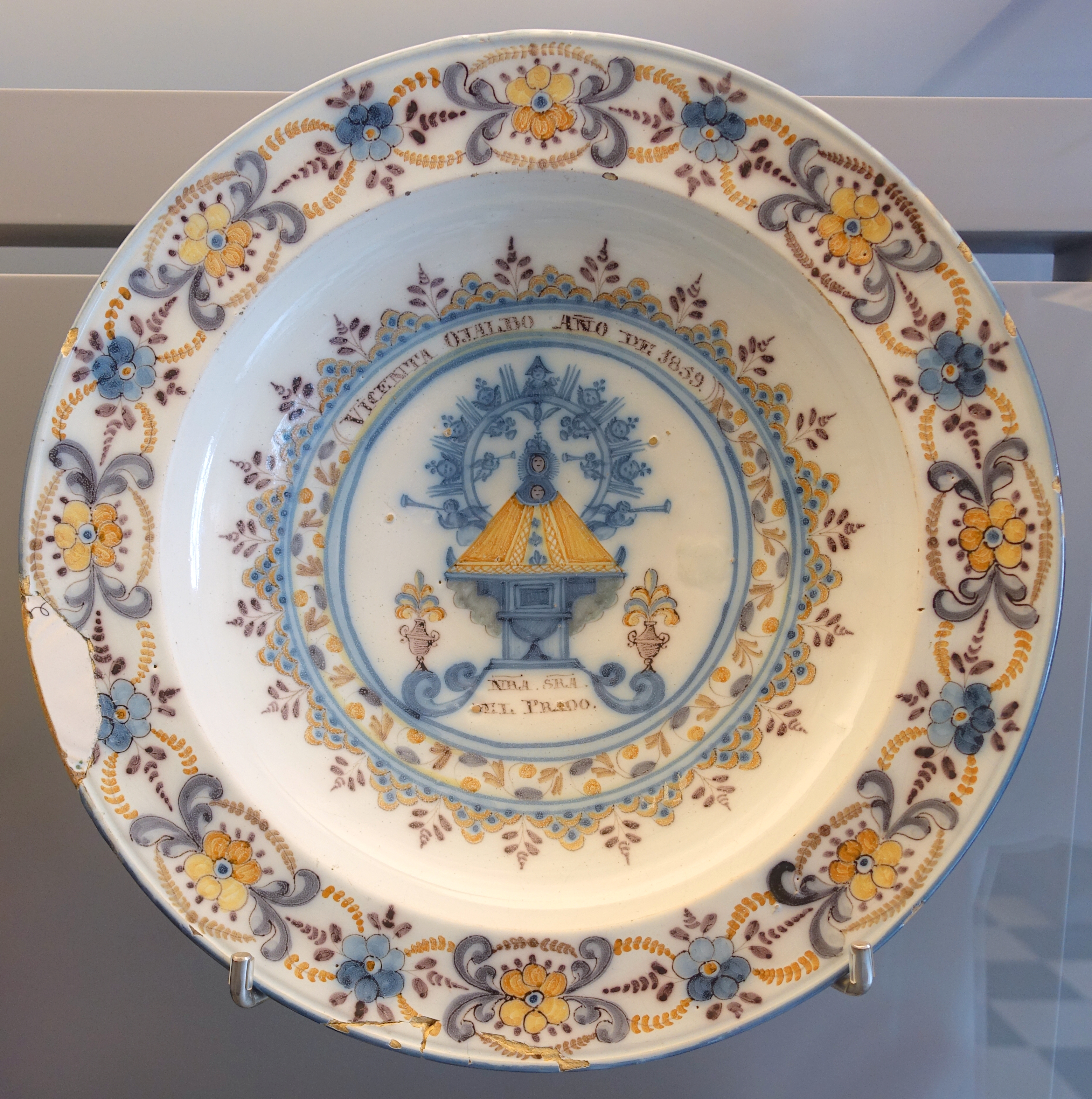
Talavera-Teller mit der Virgen del Prado, 1859

Talavera de la Reina ist ein Handels- und Verarbeitungszentrum in einer landwirtschaftlich geprägten Umgebung. Wichtige Wirtschaftszweige sind Textilindustrie, Maschinenbau und Lebensmittelproduktion (z. B. Speiseöl). Bekannt ist die Stadt für ihr Kunsthandwerk, insbesondere für Stickereien und die weltberühmte Talavera-Keramik, die wegen ihrer hohen Qualität und des künstlerischen Wertes sehr geschätzt wird.

## Geschichte
Die Gegend um Talavera ist bereits seit altersher von den keltischen Volksstämmen der Vettonen und der Carpetaner besiedelt.
Im Jahr 181 v. Chr. wurde der Ort vom Consul Quintus Fulvius Flaccus für das Römische Reich erobert. Er trug den Namen Caesarobriga; die Westgoten nannten ihn Ebora. Der nur kurz regierende Westgotenherrscher Liuva II. (reg. 601–603) machte der Stadt eine Figur der Virgen del Prado zum Geschenk um auf diese Weise den heidnischen Kult der Göttin Ceres zu überwinden.
Im 8. Jahrhundert kamen die Mauren; an der Stadtmauer sind noch heute Spuren der damaligen Belagerung zu erkennen. Sie erbauten eine Festung (alcázar) sowie Bewässerungsanlagen und Wassermühlen. Im ausgehenden 11. Jahrhundert eroberte Alfons VI. von Kastilien und León die Stadt, die jedoch in den Jahren 1109–1113 nochmals unter die muslimische Herrschaft der Almoraviden kam.
Am 27. und 28. Juli 1809 bekämpften sich in der Schlacht bei Talavera ein britisch-spanisches und ein französisches Heer. Im Spanischen Bürgerkrieg fand im Jahr 1936 die Schlacht bei Talavera zur Verteidigung Madrids gegen die vorrückenden aufständischen Truppen Francos statt.
Die im 15. Jahrhundert errichtete Steinbrücke Puente Viejo (span., Alte Brücke) über den Fluss Tajo stürzte bei einem Hochwasser am 23. März 2025 teilweise ein.

## Sehenswürdigkeiten

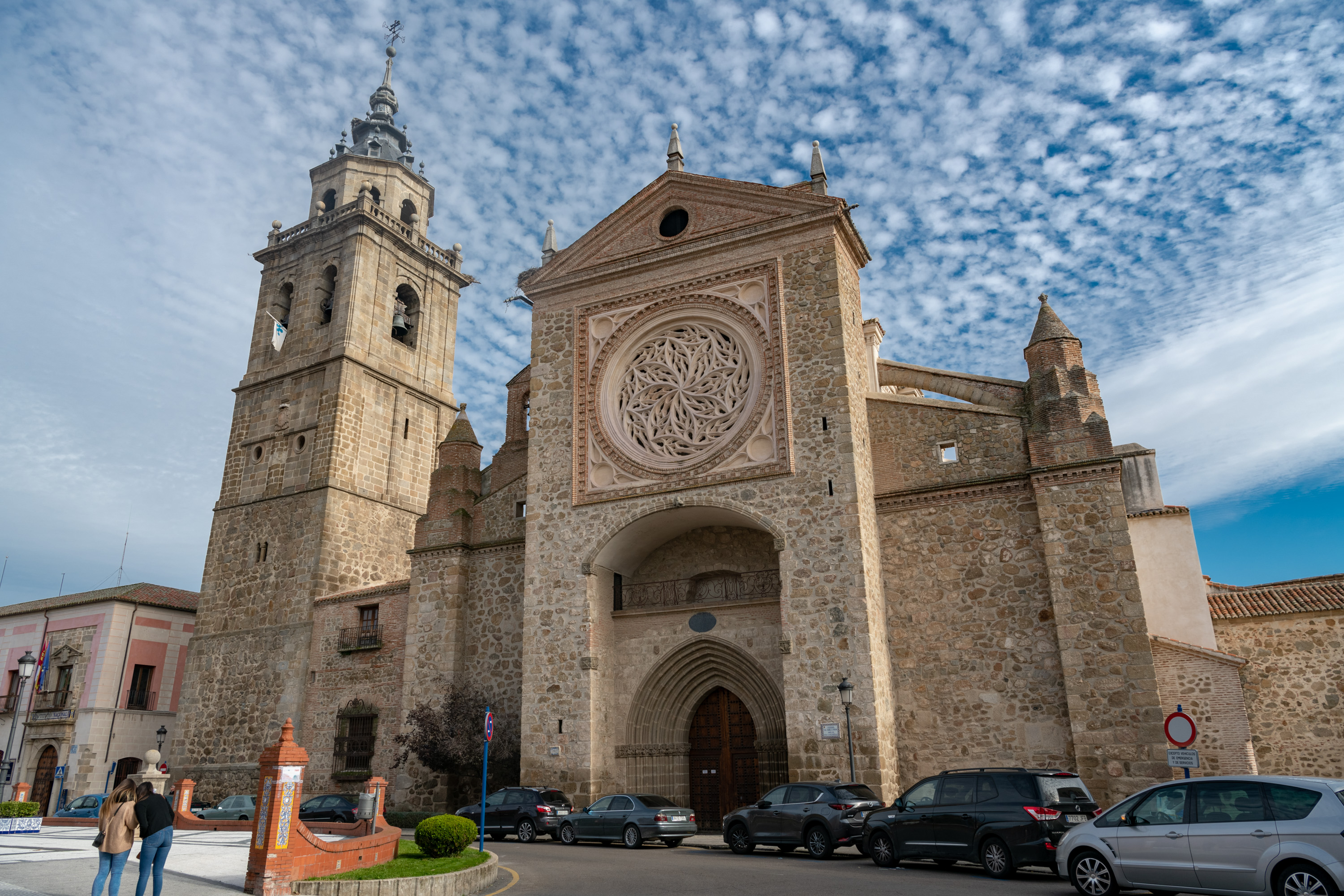
Talavera – Kollegiatkirche

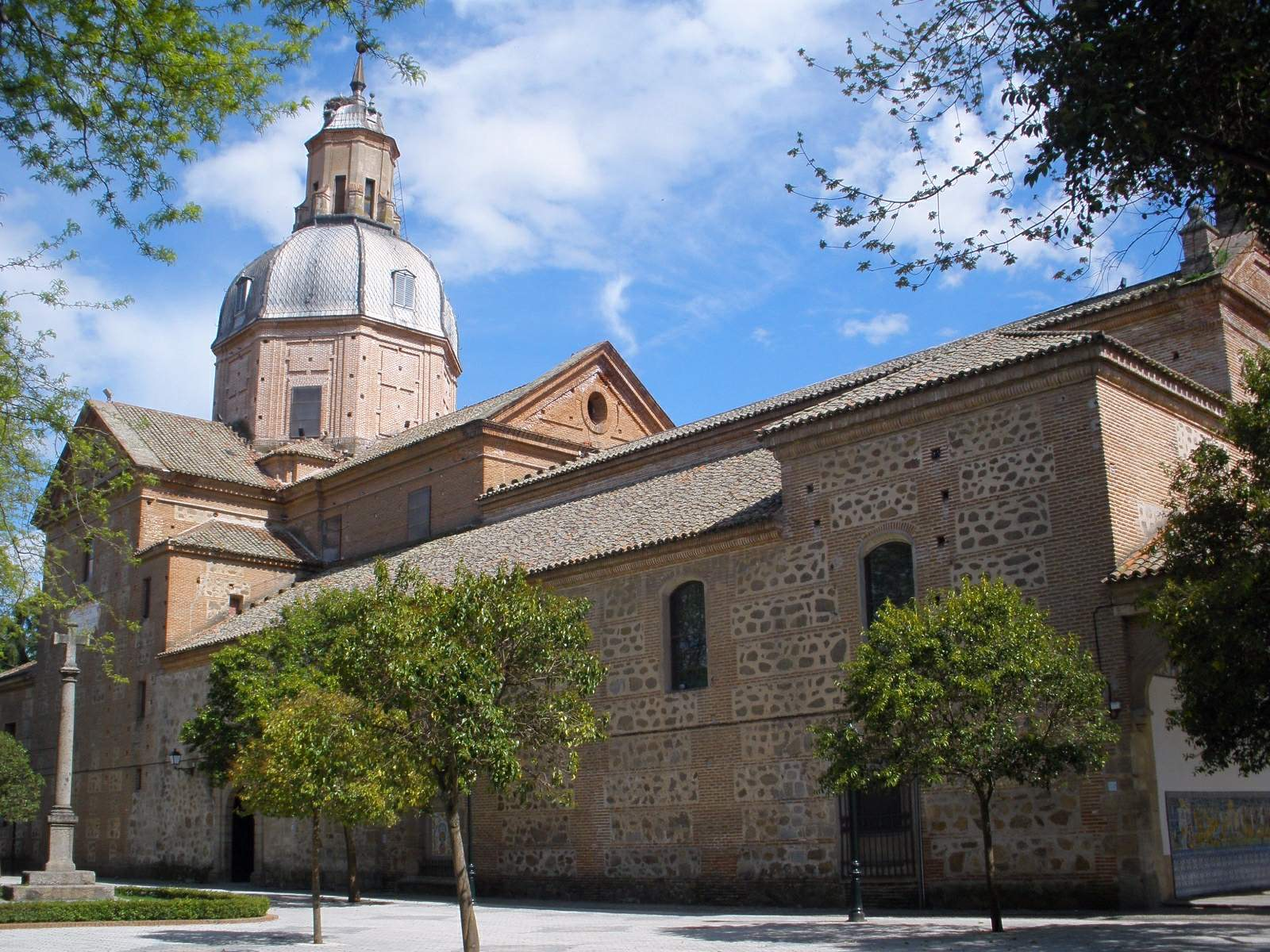
Talavera – Basilika

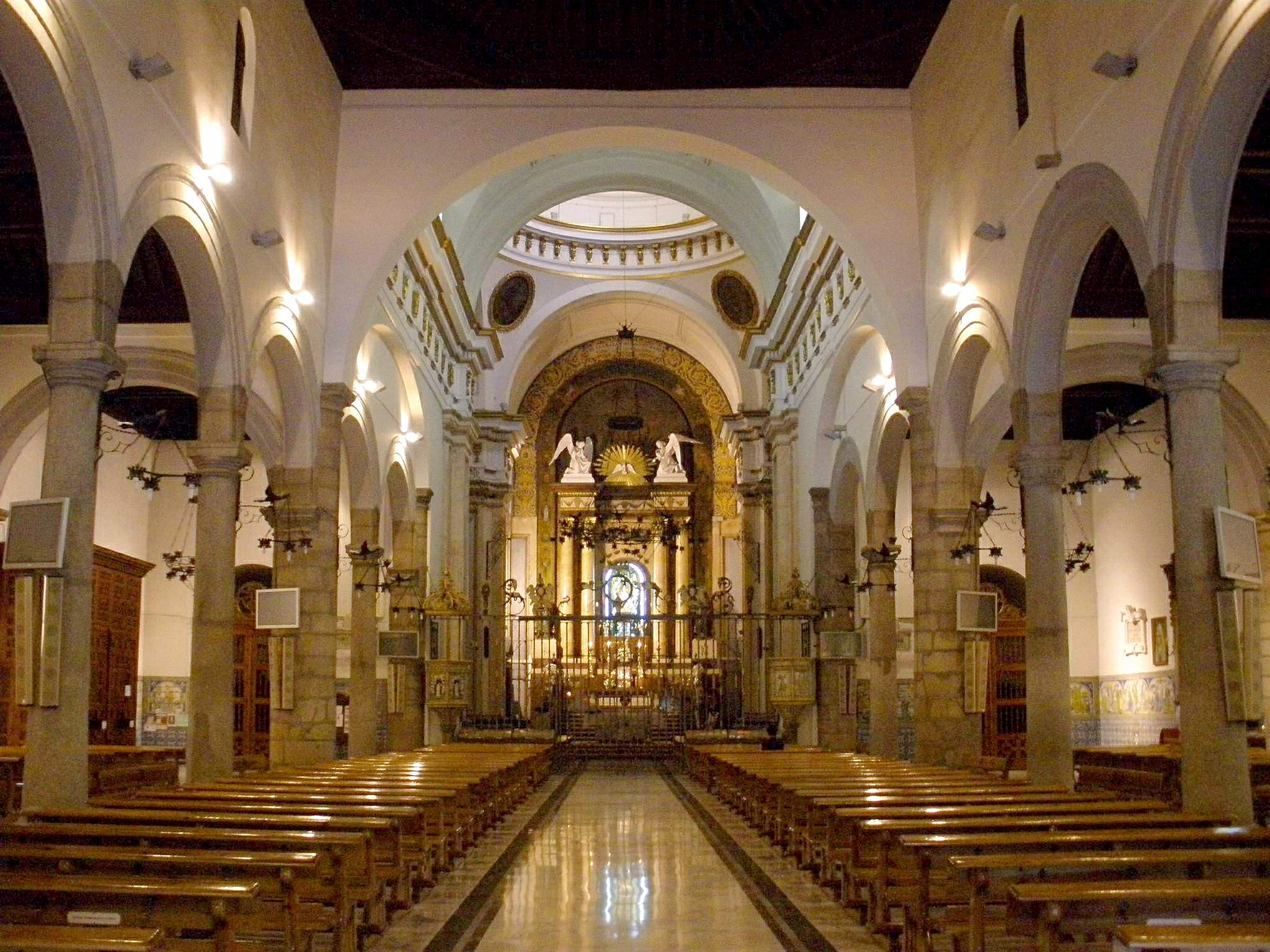
Basilika, Inneres

- Wichtigstes Bauwerk der Stadt ist die Kollegiatkirche (Colegiata de Santa María la Mayor) mit ihrer originellen Fensterrose.
- Die Basilika Nuestra Señora del Prado ist ein dreischiffiger Bau des 16. Jahrhunderts mit Querhaus und Vierungskuppel. Die Sockelzone im Innern ist mit Keramik-Fliesen ausgestattet.[9]
- Beim Bau der Iglesia de Santiago el Nuevo, einer überwiegend der Mudéjar-Architektur des 13./14. Jahrhunderts zugehörigen Kirche wurden auch Steine aus westgotischen und muslimischen Bauten verwendet. Das Innere der Kirche ist dreischiffig-basilikal und wird von hölzernen Dachstühlen überspannt. In der Mittelapsis erhebt sich ein sehenswerter Renaissance-Altarretabel.[10]
- Die Iglesia de San Salvador verfügt über eine sehenswerte Außenapsis im Mudéjar-Stil.[11]
- Gleiches gilt für die Iglesia de Santiago de los Caballeros.[12]
- Die Gründung des ehemaligen Zisterzienser-Klosters San Benito liegt im Dunkeln.
- Für die Geschichte der Stadt bedeutsam ist auch die ursprünglich römische, im Mittelalter erneuerte Brücke über den Fluss Tajo (Puente Viejo, Alte Brücke) aus dem 15. Jahrhundert,[13] die beim Hochwasser im März 2025 nahezu vollständig zerstört wurde.[14]
- Im Museo de Ceramica Ruiz de Luna finden sich zahlreiche Objekte aus dem 15. bis 18. Jahrhundert, darunter auch die berühmten Azulejos (Kacheln).

außerhalb
- Etwa 3 km südöstlich quert eine von Santiago Calatrava entworfene Brücke (Puente Castilla-La Mancha) den Tajo.
- Der muslimische Wachturm des Atalaya de El Casar erhebt sich auf einem Bergrücken ca. 8 km nordwestlich der Stadt.

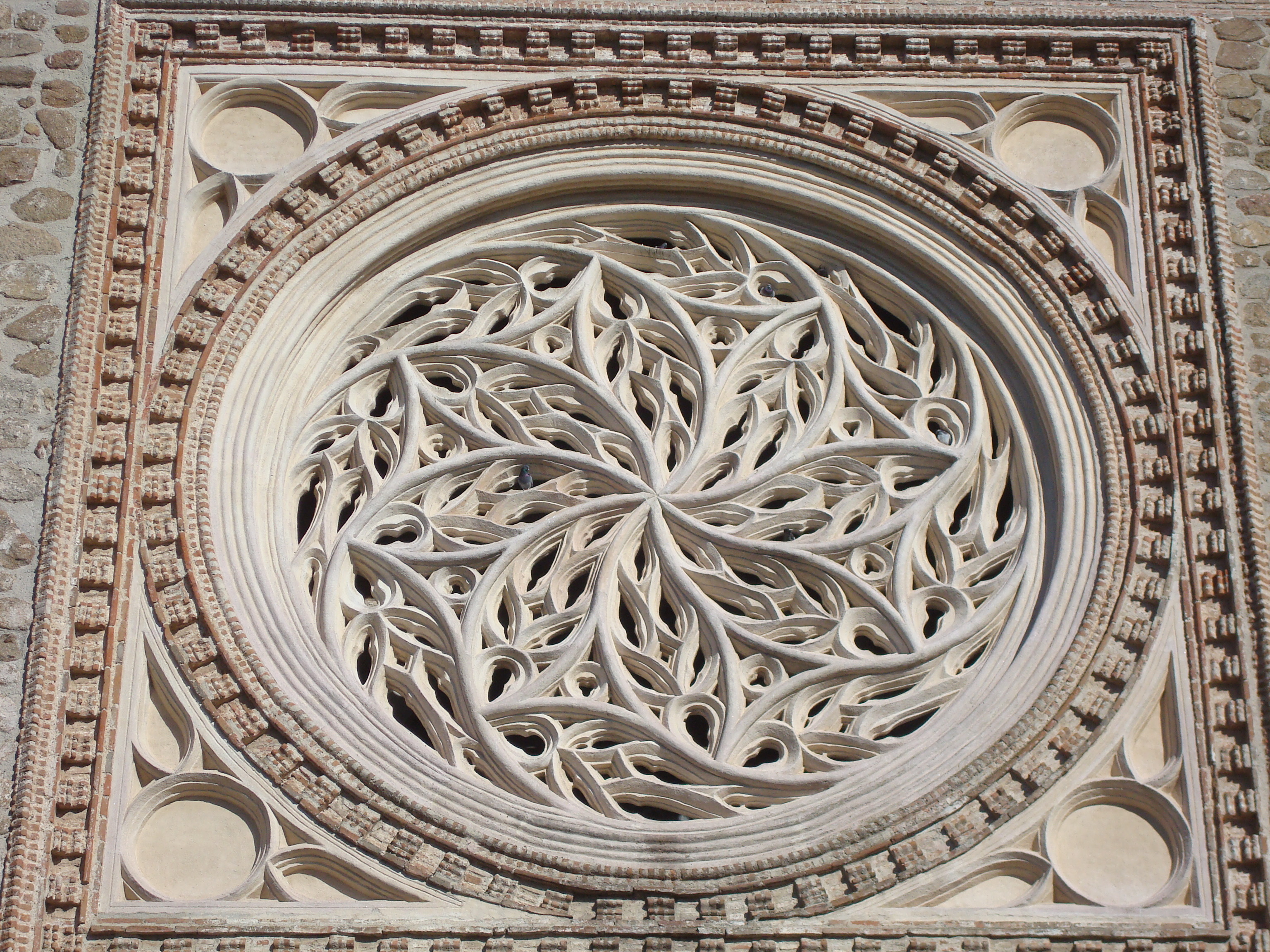
Fensterrose der Colegiata
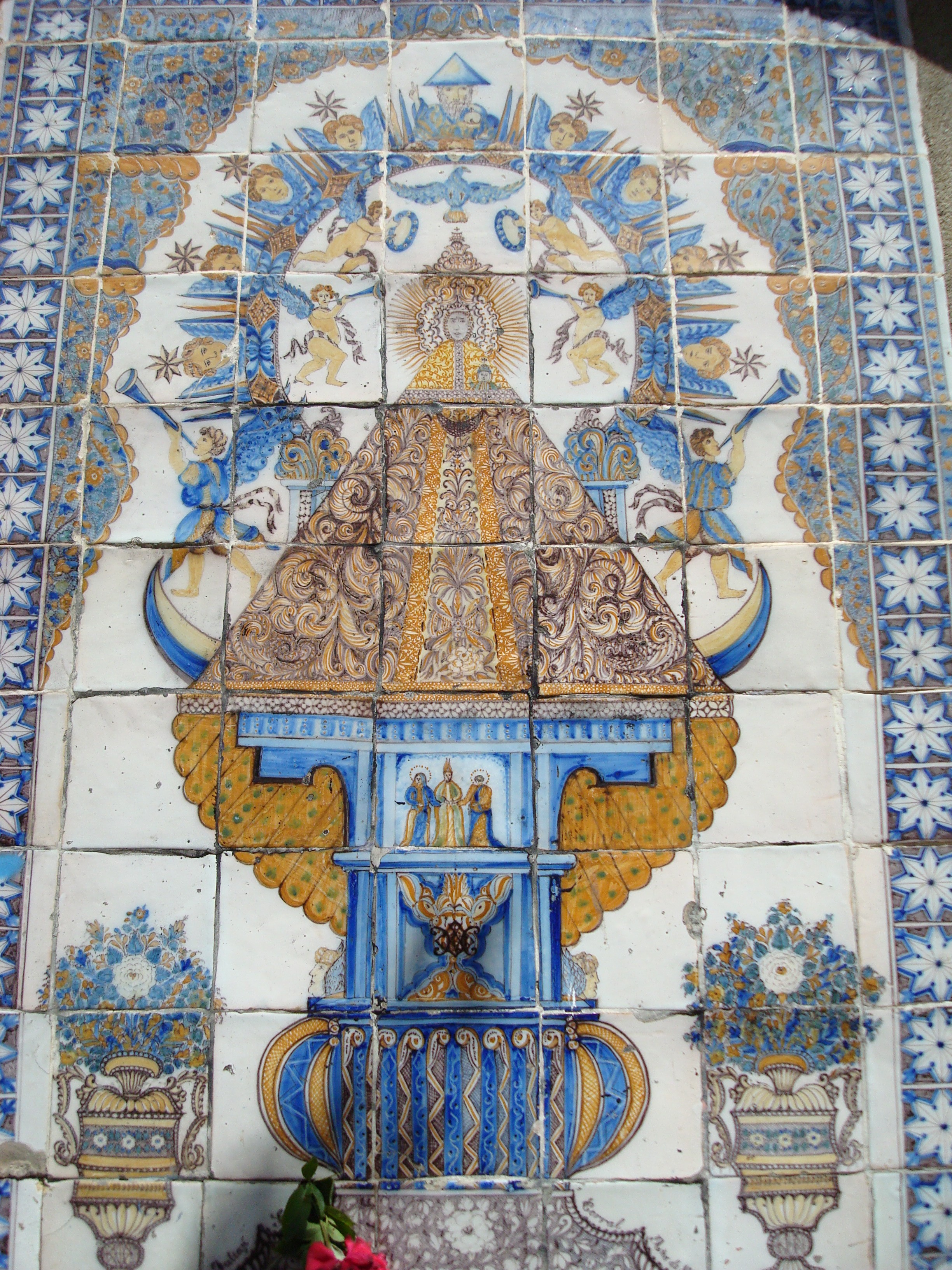
Kachelbild der Muttergottes in der Basilika
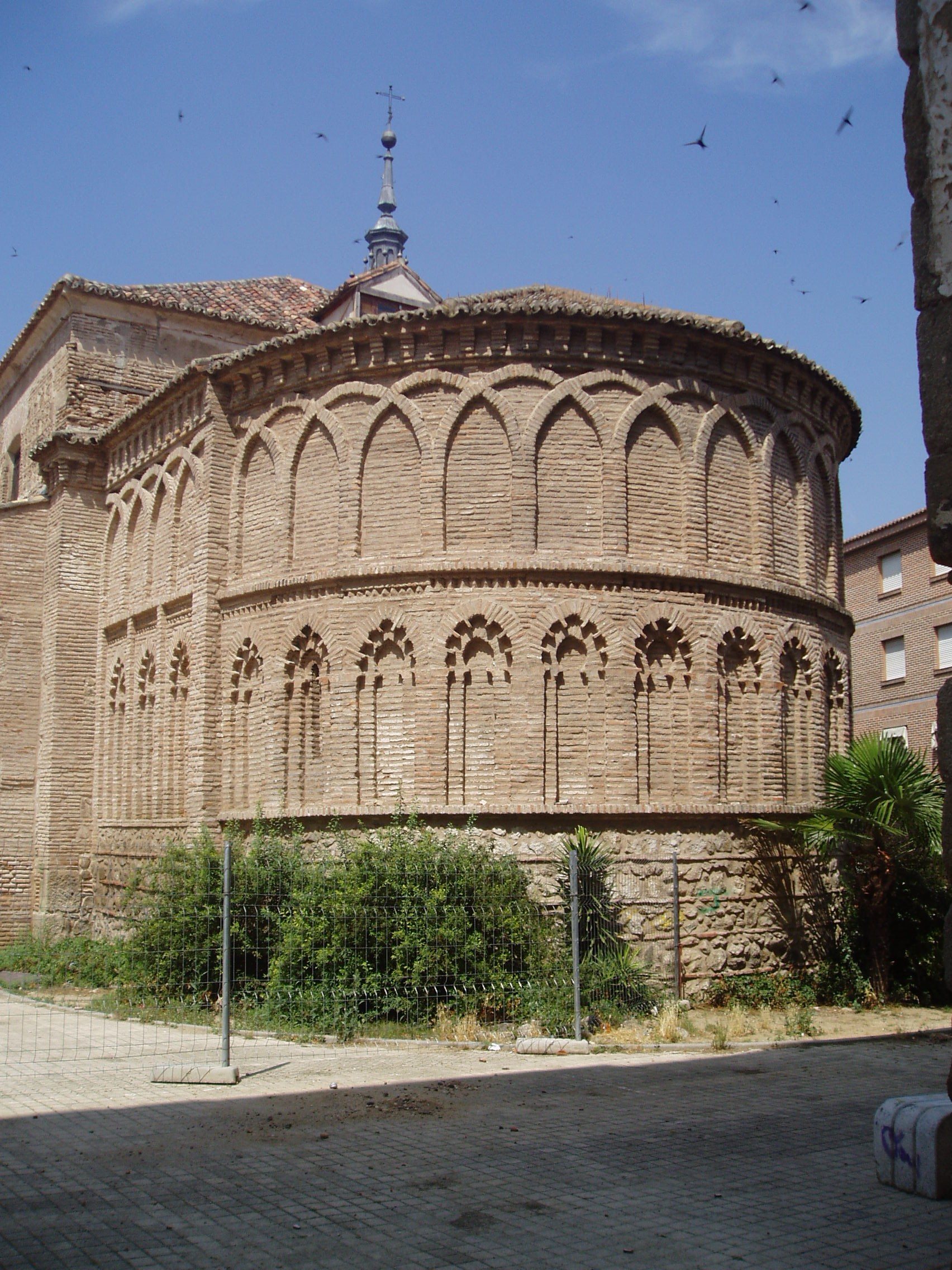
Apsis der Iglesia de San Salvador
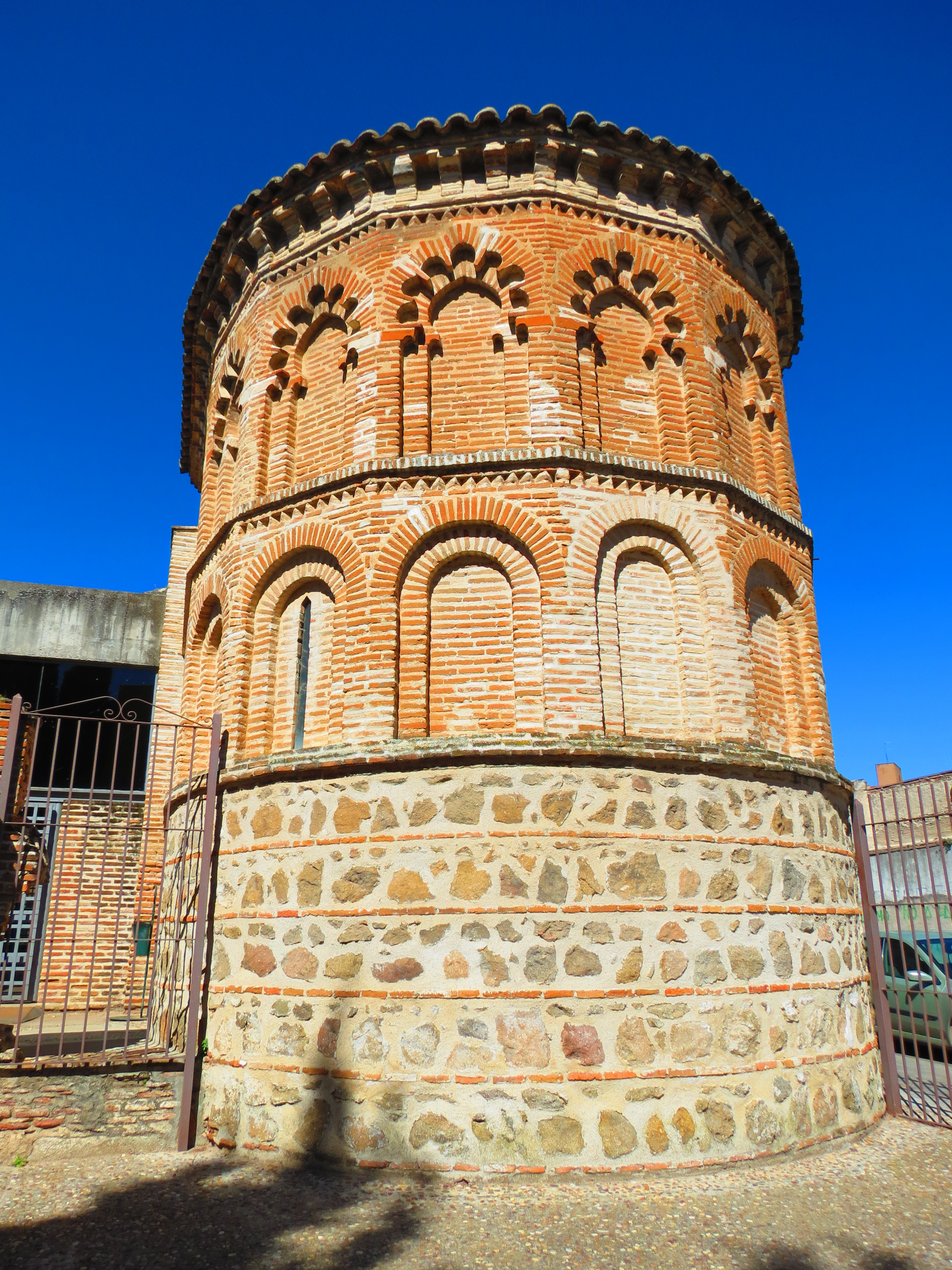
Apsis der Iglesia de Santiago de los Caballeros

## Partnerstädte
Talavera de la Reina unterhält folgende Städtepartnerschaften:
- Bron, Frankreich[15]
- Faenza, Italien[15]
- Puebla, Mexiko[15]
- Plasencia, Spanien[15]
- Daira de Güelta, Westsahara[15]
- Talavera de la Reyna, Peru[16]

## Söhne und Töchter der Stadt
- Hernando de Talavera (um 1428–1507), Hieronymit, Theologe und Politiker
- Francisco de Peñalosa (1470–1528), Kleriker, Sänger und Komponist
- García Loaysa (1478–1546), Dominikaner, Kardinal
- Juan de Mariana (1536–1624), Jesuit, Historiker und Staatstheoretiker
- Francisco Verdugo (1537–1595), Statthalter in der Republik der Sieben Vereinigten Provinzen
- Gutierre Fernández Hidalgo (um 1547–1623), Komponist (Geburtsort nicht gesichert)
- Joaquín Montañés (* 1953), spanisch-deutscher Fußballspieler
- Abel Resino (* 1960), spanischer Fußballspieler und -trainer
- John Michael Kelly (* 1967), irisch-amerikanischer Musiker
- Patricia Kelly (* 1969), irisch-amerikanische Musikerin
- Jimmy Kelly (* 1971), irisch-amerikanischer Musiker
- José Javier Yuste Muñiz (* 1971), Beachvolleyballspieler
- Joey Kelly (* 1972), Musiker und Extremsportler
- Gwyneth Paltrow (* 1972), Ehrenbürgerin, US-amerikanische Schauspielerin
- Barby Kelly (1975–2021), irisch-amerikanische Musikerin
- Francisco Javier Casquero (* 1976), Fußballspieler
- Javier Dorado Bielsa (1977–2025), Fußballspieler
- David Arroyo (* 1980), Radrennfahrer
- David Aznar (* 1980), Fußballtrainer
- Sandra Sánchez (* 1981), Weltmeisterin und Olympiasiegerin im Karate
- Álvaro Bautista (* 1984), Motorradrennfahrer
- Manu Trigueros (* 1991), Fußballspieler
- José Arnáiz (* 1995), Fußballspieler
- Óscar (* 1998), Fußballspieler